# Israël op de Olympische Winterspelen 2018
Israël was een van de deelnemende landen aan de Olympische Winterspelen 2018 in Pyeongchang, Zuid-Korea.
Bij de zevende deelname van het land aan de Winterspelen werd ook voor de zevende keer deelgenomen in het kunstschaatsen, voor de vierde keer in het alpineskiën, voor de derde keer bij shorttrack en voor het eerst bij skeleton; de vierdeolympische sportdiscipline waarin namens Israël werd deelgenomen. Kunstschaatser Oleksij Bytsjenko was de vlaggendrager bij de openingsceremonie.

## Deelnemers en resultaten
(m) = mannen, (v) = vrouwen 

### Alpineskiën
| Olympiër     | Onderdeel        | Resultaat | Prestatie                                                            |
| ------------ | ---------------- | --------- | -------------------------------------------------------------------- |
| Itamar Biran | reuzenslalom (m) | 49e       | 1e run: 1.17,52 (58e) 2e run: 1.16,19 (45e) totaal: 2.33,71 (+15,67) |
| Itamar Biran | slalom (m)       | DNF       | 1e run: niet gefinisht                                               |

### Kunstrijden
| Olympiër                                                                                              | Onderdeel  | Resultaat | Prestatie |
| --- | ---------- | --------- | --- |
| Oleksij Bytsjenko                                                                                     | mannen     | 11e       | 257.01 (korte kür: 84.13, vrije kür: 172.88) |
| Daniel Samohin                                                                                        | mannen     | 13e       | 251.44 (korte kür: 80.69, vrije kür: 170.75) |
| Paige Conners Evgeni Krasnopolski                                                                     | paren      | 19e       | 60.35 (korte kür: 60.35) |
| Adel Tankova Ronald Zilberberg                                                                        | ijsdansen  | 24e       | 46.66 (korte kür: 46.66) |
| |            |           | |
| Oleksij Bytsjenko Aimee Buchanan Paige Conners / Evgeni Krasnopolski Adel Tankova / Ronald Zilberberg | landenteam | 8e        | mannen, korte kür: 9 pnt (88,49 pnt) vrouwen, korte kür: 1 pnt (46,30 pnt) paren, korte kür: 2 pnt (54,47) ijsdansen, korte kür: 1 pnt (44,61 pnt) totaal: 13 punten |

### Shorttrack
| Olympiër          | Onderdeel  | Resultaat | Prestatie            |
| ----------------- | ---------- | --------- | -------------------- |
| Vladislav Bykanov | 500 m (m)  | series    | serie 2: 47,177 (4e) |
| Vladislav Bykanov | 1000 m (m) | series    | serie 7: penalty     |
| Vladislav Bykanov | 1500 m (m) | series    | serie 3: penalty     |

### Skeleton
| Olympiër     | Onderdeel | Resultaat | Prestatie                       |
| ------------ | --------- | --------- | ------------------------------- |
| Adam Edelman | mannen    | 28e       | 2.37,26 (52,48 / 52,43 / 52,35) |